# Mali żołnierze
Mali żołnierze – amerykańska komedia przygodowa z 1998 roku w reżyserii Joe Dantego z Gregorym Smithem i Kirsten Dunst w rolach głównych.

## Fabuła
Gil Mars, prezes firmy zabawkarskiej ogląda nowe projekty. Najpierw odrzuca pomysł Gorgonitów, bo te zabawki mają uczyć. A nie wierzy, by takowe mogły się sprzedać. Inny pracownik prezentuje projekt reklamy, na której figurki żołnierzy same wychodzą z pudełek, mówią i walczą. Lecz w rzeczywistości tego nie potrafią. Zleca więc swoim projektantom stworzyć „żywe” zabawki. By naprawdę były zdolne do tego wszystkiego, co czynią w reklamie. Gorgonici zostali ich oficjalnymi wrogami. Ponieważ pomija się testy bezpieczeństwa i daje krótki czas na ich produkcję, jeden z projektantów Larry Benson, umieszcza w zabawkach nowoczesny wojskowy mikroprocesor, który ma nimi sterować.
Niedługo potem trafiają one do sklepu Stuarta Abernathy’ego. Jego 15-letni syn Alan odkrywa, że figurki naprawdę żyją po tym, jak jeden z Gorgonitów, Archer dostaje się do jego domu. W tym samym czasie córka sąsiadów Alana, Christy kupuje dla swojego brata Chipa Hazarda, dowódcę figurek komandosów. Pozostałe w sklepie zabawki także ożywają i rozpoczynają walkę z Gorgonitami, których uważają za śmiertelnych wrogów. Wszystko zmienia się kiedy biorą za swoich przeciwników także ludzi.

## Obsada
- Gregory Smith – Alan Abernathy
- Kirsten Dunst – Christy Fimple
- Frank Langella – Archer (głos)
- Tommy Lee Jones – mjr Chip Hazard (głos)
- Christopher Guest –
  - Slamfist,
  - Scratch-It (głos)
- Michael McKean –
  - Insaniac (głos)
  - Troglokhan / Freakenstein (głos)
- Harry Shearer – Punch-It (głos)
- Jim Cummings – Ocula (głos)
- George Kennedy – sierż. Brick Bazooka (głos)
- Jim Brown – szer. Butch Meathook (głos)
- Ernest Borgnine – szer. Kip Killigan (głos)
- Clint Walker – szer. Nick Nitro (głos)
- Bruce Dern – szer. Link Static (głos)
- Phil Hartman – Phil Fimple, ojciec Christy
- Denis Leary – Gil Mars
- Kevin Dunn – Stuart Abernathy
- Ann Magnuson – Irene Abernathy
- Jay Mohr – Larry Benson
- David Cross – Irwin Wayfair
- Wendy Schaal – Marion Fimple
- Jacob Smith – Timmy Fimple
- Dick Miller – Joe
- Robert Picardo – Ralph
- Sarah Michelle Gellar – lalki Gwendy (głos)
- Christina Ricci – lalki Gwendy (głos)

## Ścieżka dźwiękowa
Ścieżka dźwiękowa filmu została wydana 7 lipca 1998 roku przez DreamWorks Records. Znalazło się na niej dziesięć utworów różnych wykonawców, utrzymanych w stylu klasycznego rocka z domieszką hip hopu:
1. Wannabe (Spice Girls)
2. Tom Sawyer (Rush, DJ Z-Trip)
3. Communication Breakdown (Led Zeppelin)
4. Love Is A Battlefield (Mike Chapman, Holly Knight)
5. Rock And Roll (Gary Glitter)
6. Another One Bites The Dust (Queen, Wyclef Jean)
7. Surrender (Cheap Trick)
8. Love Removal Machine (The Cult)
9. The Stroke (Billy Squier, Dallas Austin)
10. War (Edwin Starr)

## Nagrody i nominacje
Międzynarodowy Festiwal Filmowy w Katalonii
- 1998: nagroda za najlepszą ścieżkę dźwiękową (Jerry Goldsmith)
- 1998: nagroda za najlepsze efekty specjalne (Stan Winston Stefen Fangmeier)
- 1998: nominacja za najlepszy film (Joe Dante)

YoungStar Awards
- 1998: nominacja za najlepszy występ młodego aktora w filmie komediowym (Gregory Smith)

Young Artist Awards
- 1999: nominacja dla najlepszego, młodego aktora (Gregory Smith)
- 1999: nominacja dla najlepszej, młodej aktorki (Kirsten Dunst)

## Sceny usunięte
W amerykańskim wydaniu DVD znalazło się kilka usuniętych wcześniej scen:
- Alan spotyka dyrektora swojej nowej szkoły, który mówi mu, że nie lubi intrygantów.
- Stuart i Irene rozmawiają o swoim starym domu w Chicago.
- Gorgonity przeglądają encyklopedię Alana, ale zamiast informacji o swoim domu odnajdują wzmiankę o córce greckiego boga Forkosa.
- Alan i Christy dyskutują ze swoimi rodzicami o tym, co się wydarzyło.
- Phil i Stuart odkrywają, że Alan i Christy uciekli przez okno.
- Zabawki odnajdują rodziców Christy, jej brata i Irene w magazynie i proszą o „ostatnią przysługę”.